# Bruno Njeukam
Bruno Njeukam (Kumbo, 31 luglio 1978) è un ex calciatore camerunese, di ruolo portiere.